# Jože Zakovšek
Jože Zakovšek, slovenski učitelj surdopedagog, * 26. februar 1910, Zagorje ob Savi, † 9. december 1964, Ljubljana.

## Življenje in delo
Po maturi na ljubljanskem učiteljišču (1929) je poučeval na osnovnih šolah v različnih krajih, ko je bil 1937 premeščen v Ljubljano na gluhonemnico. Izpit za pouk gluhih je opravil 1939 v Beogradu. Zaradi delovanja pri OF so ga Italijani odpeljali v taborišče Gonars. Po vrnitvi je bil od konca 1943 član KPS, ponovno aretiran in poslan v koncentracijsko taborišče Dachau, kjer je ostal do osvoboditve. Od 1945 je delal na ministrstvu za socialno varstvo oziroma za socialno skrbstvo, postal 1951 ravnatelj Zavoda za gluho mladino in leta 1962 upokojen, vendar je bil do leta 1963 še ravnatelj Učnih delavnic Zavoda. Do 1964 je tudi predaval zgodovino razvoja surdopedagogike na oddelku za defektologijo Višje pedagoške šole, ki so ga na njegovo pobudo ponovno odprli. Velike zasluge ima za izgradnjo novega Zavoda za usposabljanje slušno in govorno prizadetih na Vojkovi ulici v Ljubljani.